# Castelo de Santa Florentina

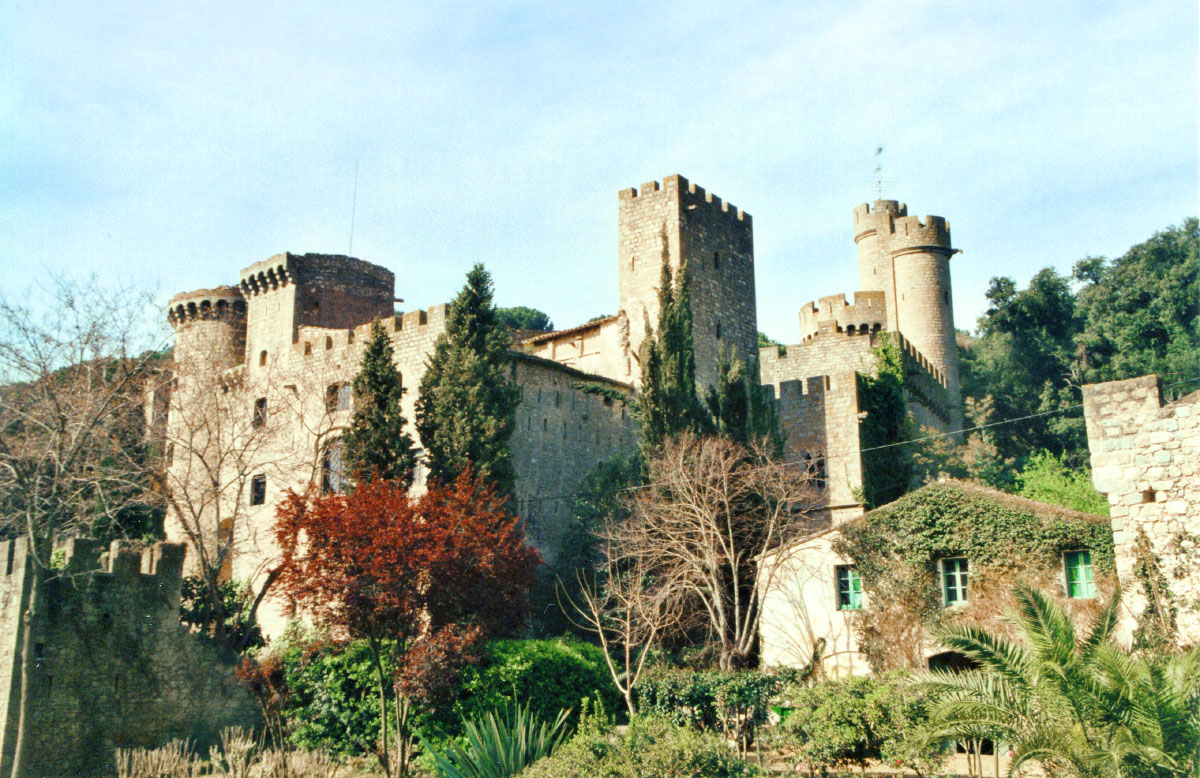
O Castillo de Santa Florentina.

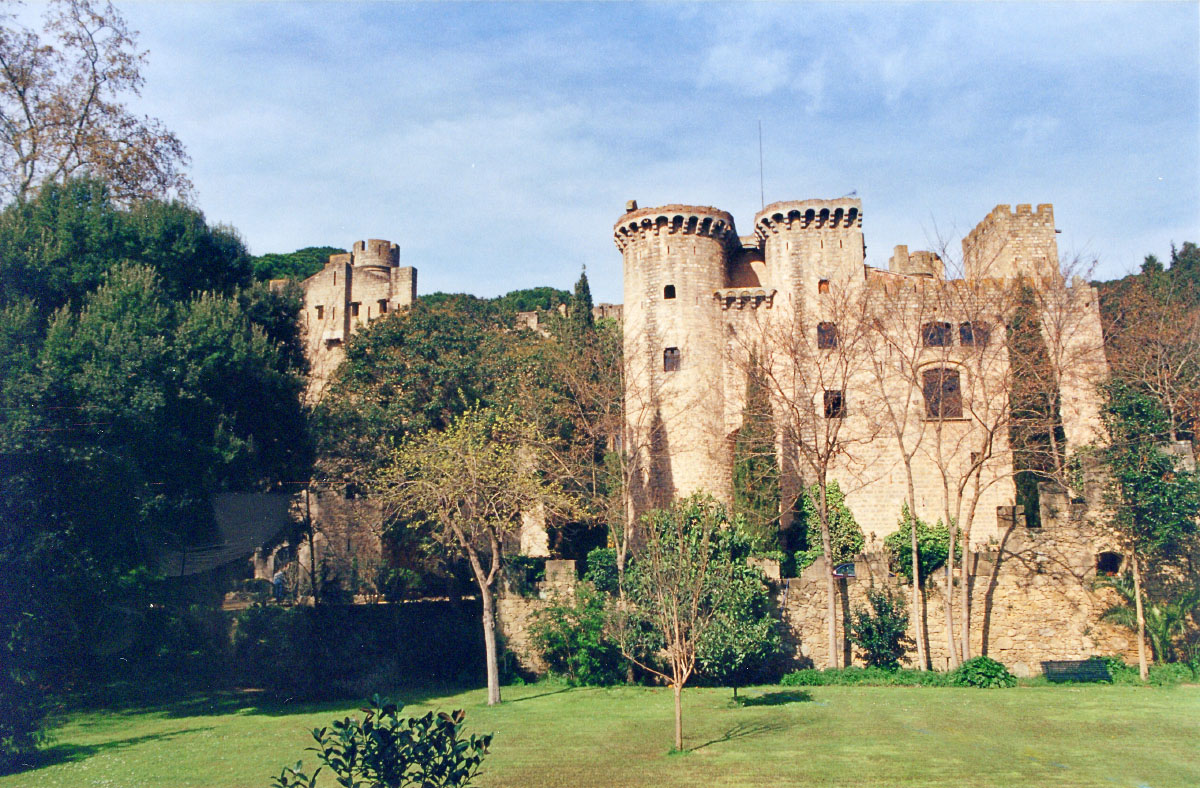
Vista geral do castelo.

O Castelo de Santa Florentina (em espanhol: Castillo de Santa Florentina) é um castelo medieval do século XI localizado na cidade de Canet de Mar, Catalunha, na Espanha.
Foi construído sobre as fundações de uma antiga vila romana por Guadimir de Canet (n. 1024). No século XVI, foi passado para as mãos de Dimas Muntaner. Em 1908, recebeu o rei Alfonso XIII, que fez do dono do castelo, Ramon de Montaner, o conde de Canet. Em 1910, o castelo foi expandido e reformado pelo arquiteto modernista Lluís Domènech i Montaner e sua fachada adquiriu algumas gárgulas do escultor Carles Flotats i Galtés. A revista Architectural Digest afirmou que o castelo era "uma das mais bonitas casas do mundo" em 1998 por causa da sua fusão harmoniosa entre os designs gótico e modernista.
O castelo é listado como um monumento patrimonial cultural da Espanha (Bien de Interés Cultural).
Atualmente é propriedade privada e tem um museu que pode ser visitado com hora marcada, além de sediar um festival de música anual. O museu contém várias coleções prestigiadas, como trabalhos de artistas catalãs do século XX. Em 2015, o castelo serviu de cenário para um episódio da sexta temporada da série Game of Thrones.